# Mario Kart Arcade GP
Mario Kart Arcade GP är ett spel som är utvecklat av de japanska företagen Nintendo och Namco. Spelet finns endast utgivet i en arkadversion som använder sig av hårdvara som har mycket gemensamt med konsolen Gamecube.